# Tiphobiosis kleinpastei
Tiphobiosis kleinpastei är en nattsländeart som beskrevs av Ward 1998. Tiphobiosis kleinpastei ingår i släktet Tiphobiosis och familjen Hydrobiosidae. Inga underarter finns listade i Catalogue of Life.